# André Gill

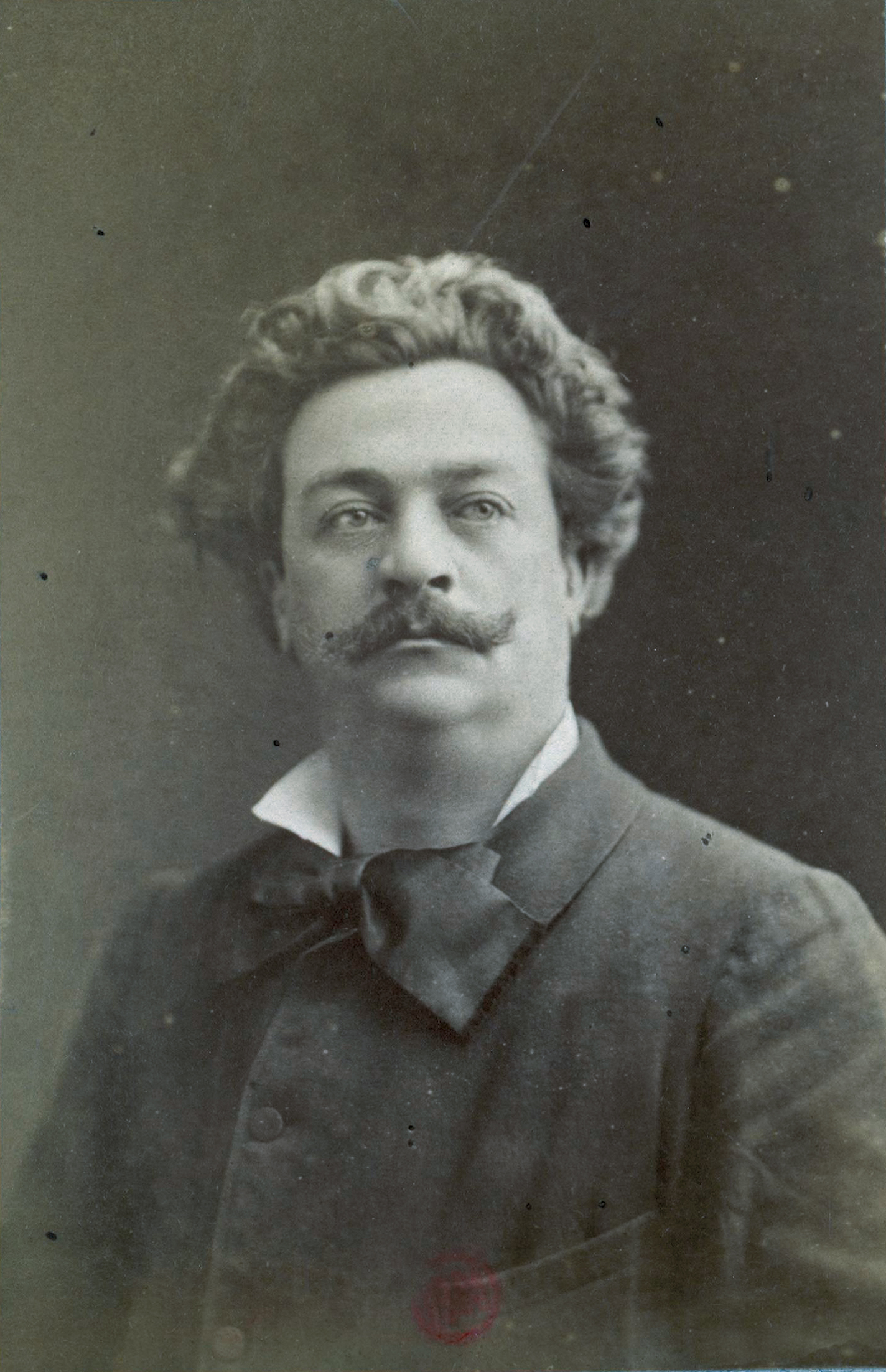
André Gill fotografiert von Nadar

André Gill (* 17. Oktober 1840 in Paris; † 1. Mai 1885 in Charenton-le-Pont) war ein französischer Karikaturist, Zeichner und Chansonnier.

## Leben

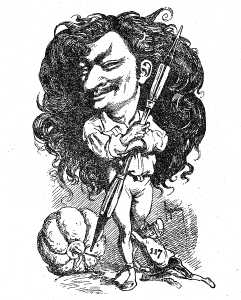
Selbstporträt

André Gill wurde als natürlicher Sohn des Comte de Guînes und der Näherin Sylvie-Adeline Gosset am 17. Oktober 1840 in Paris geboren. Sein eigentlicher Name ist Louis-Alexandre Gosset de Guînes, unter dem Pseudonym André Gill veröffentlichte er später seine Karikaturen. Nach dem Tode der Mutter (der Vater war bereits sehr früh verschollen) wurde er von seinem Großvater väterlicherseits aufgenommen. Im Anschluss an einige Monate Militärdienst beim 44. Linienregiment studierte er an der Académie royale de peinture et de sculpture in Paris.

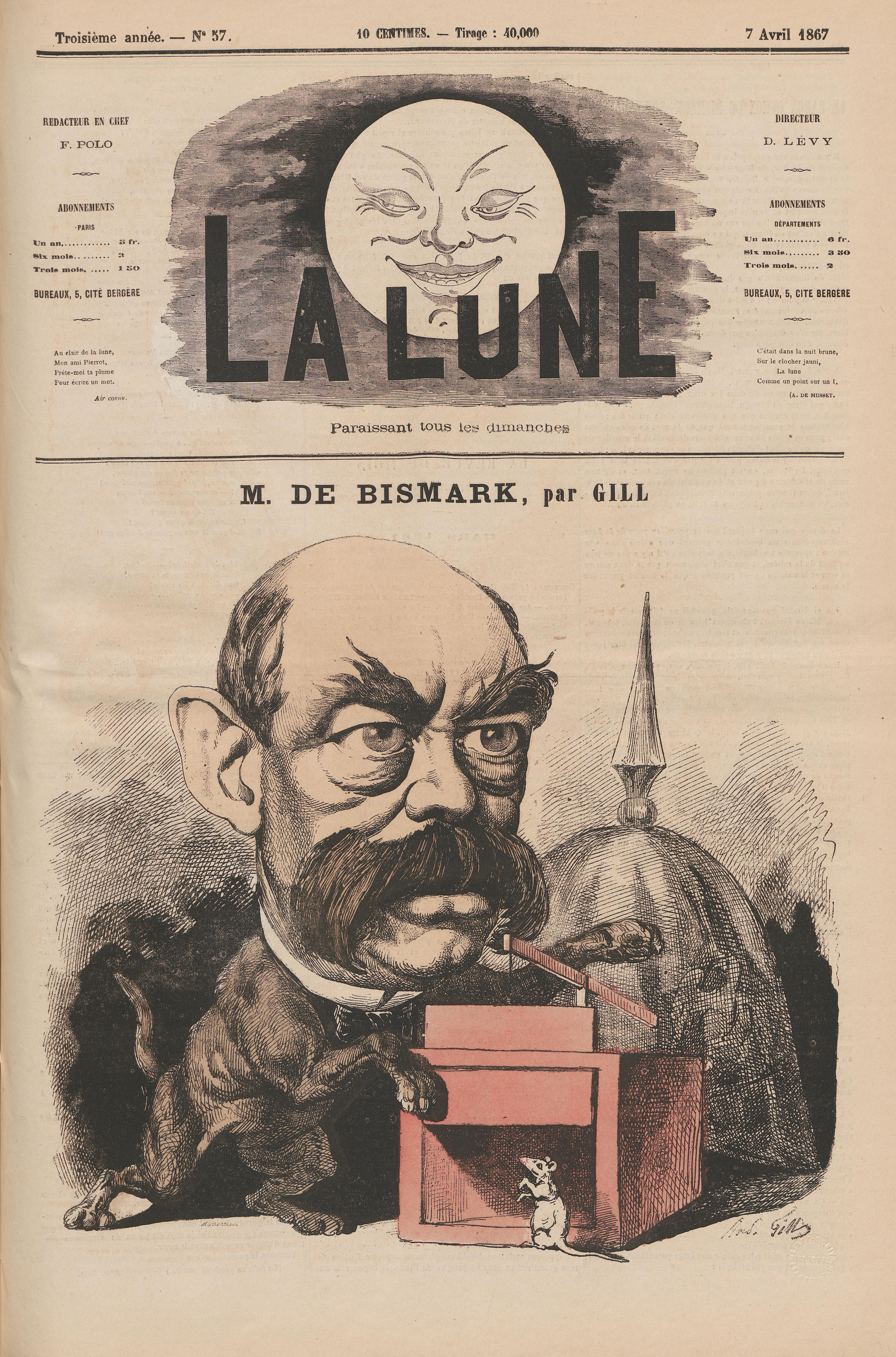
Otto v. Bismarck

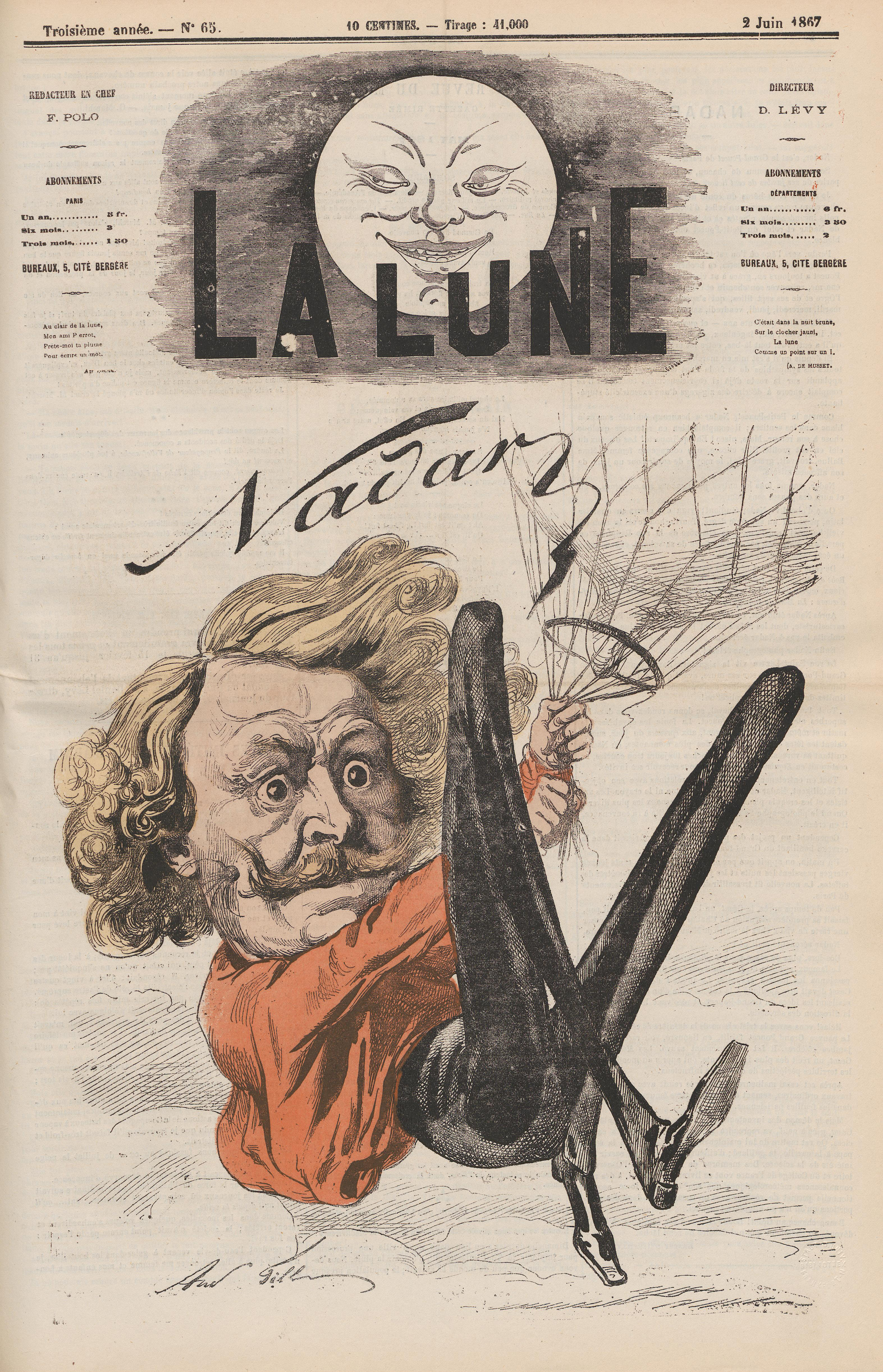
Karikatur von Nadar in La Lune, 2. Juni 1867

Gill begann seine Karriere als Karikaturist beim Le Journal amusant. Einen Namen als der Karikaturist des zweiten Kaiserreichs machte er sich aber erst mit den Karikaturen von bekannten Persönlichkeiten in der Wochenzeitung La Lune (Herausgeber Francis Polo) zwischen 1865 und 1867. Zu den auch heute noch sehenswerten Darstellungen gehören Bilder von Victor Hugo, Alexandre Dumas, Georges Bizet, Charles Dickens, Jules Verne, Sarah Bernhardt, Otto von Bismarck, Émile Zola und Richard Wagner. Seine Karikaturen zeichnen sich durch überdimensionale Köpfe und kleine Körper aus, die auch schon mal von Tieren ausgeliehen sein können oder Engelsflügel tragen.

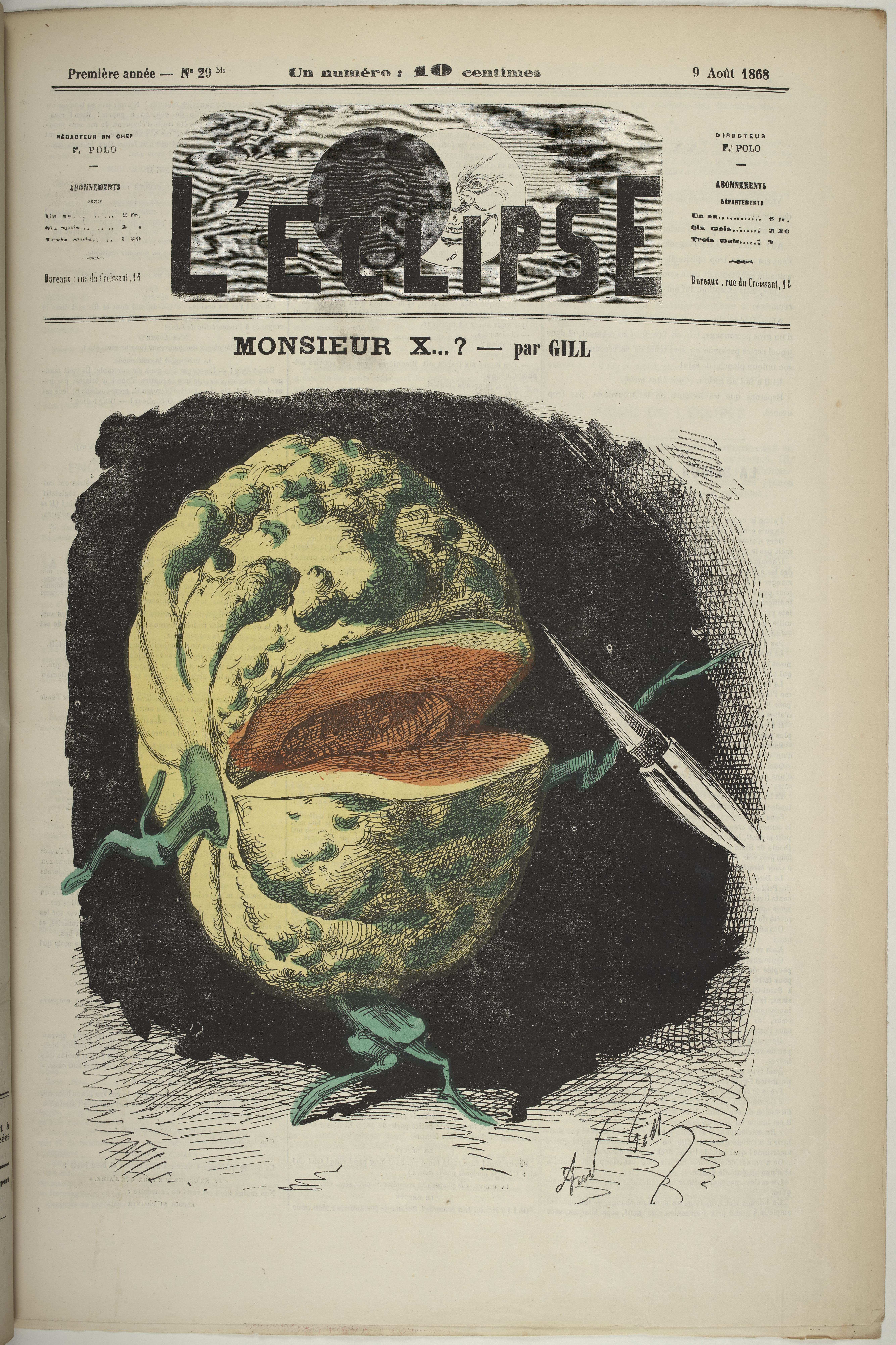
Der inkriminierte Kürbis

Nach dem Verbot von La Lune, die Zeitung hatte sich mit Darstellungen von Napoleon dem III. unbeliebt gemacht, zeichnete der Karikaturist von 1868 bis 1876 für das Nachfolgejournal L’Éclipse. Schon im ersten Erscheinungsjahr von L'Éclipse handelte er sich mit einer Zeichnung ein Gerichtsverfahren ein. In der Ausgabe vom 9. August 1868 hatte Gill unter der Überschrift Monsieur X…? einen mit Armen und Beinen versehenen Kürbis dargestellt, in welchem man den Kopf eines Richters wiederzuerkennen glaubte. Der Prozess brachte ihm neben der Anerkennung der Bohème einige Monate Gefängnis ein.
In den Wirren der Pariser Commune 1871 war Gill kurzzeitig Kurator des Musée du Luxembourg. Ebenfalls in diesen stürmischen Zeiten illustrierte er die sozialistische Zeitung La Rue, die von seinem Freund Jules Vallès herausgegeben wurde (auch für dessen Zeitung Charivari hat Gill zeitweise gezeichnet).

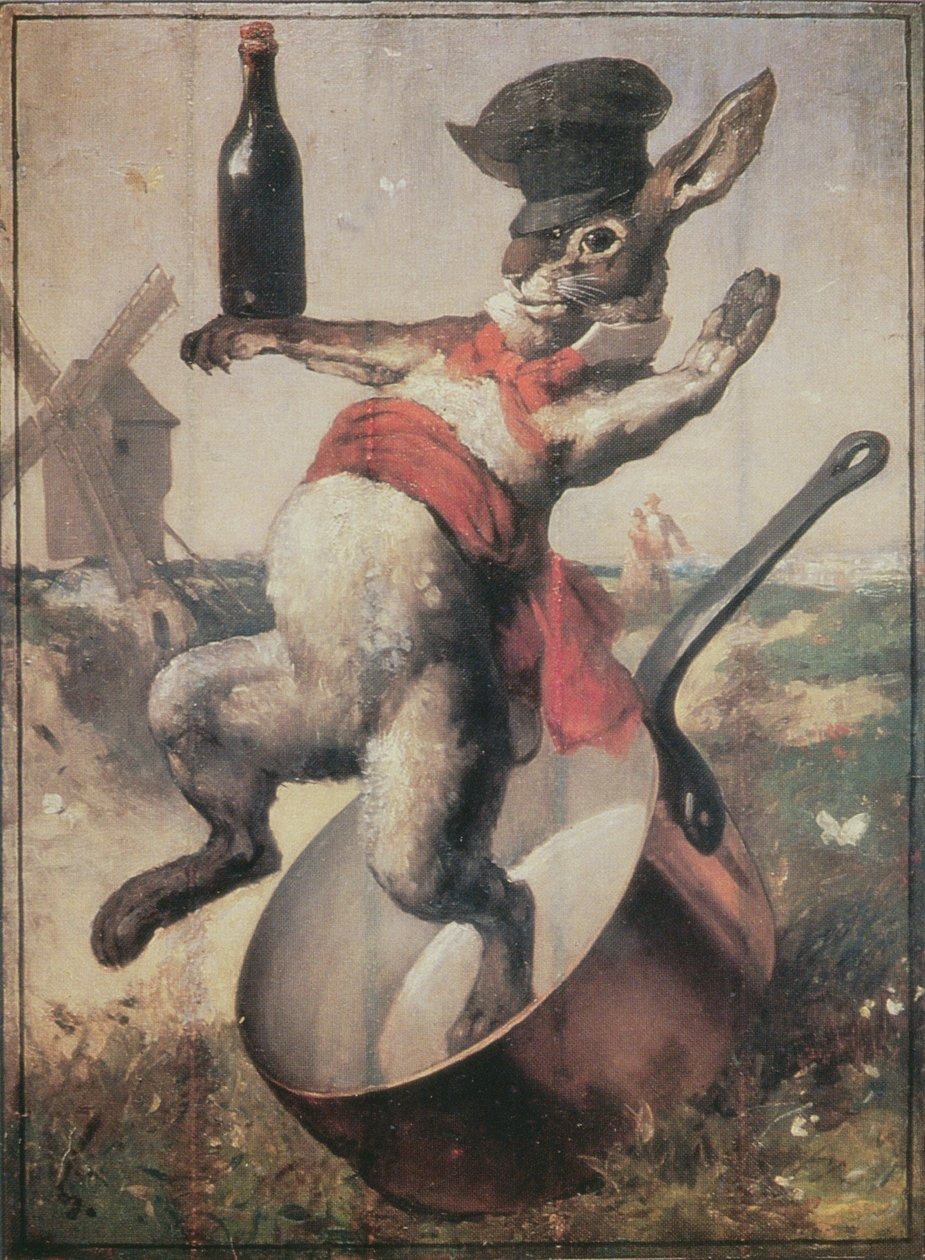
Das flinke Kaninchen

Seine Karikaturen gerieten immer wieder in das Blickfeld der Zensur. Deshalb ist es nicht weiter verwunderlich, dass er der von Gustave Courbet gegründeten Fédération des artistes beitrat (andere Mitglieder waren Corot, Daumier und Monet). Ziel der Vereinigung war «la libre expansion de l’art, dégagé de toute tutelle gouvernementale» (die freie Verbreitung der Kunst, frei von jeglicher staatlicher Bevormundung). 1873 zeichnete er mit Blick auf die Zensur L’Enterrement de la caricature (Das Begräbnis der Karikatur): Ein Künstler folgt einem Leichenwagen, der einen Hund mit Feder und Pinsel trägt. Ebenfalls als Kritik an der Zensur entstand die Zeichnung Le journaliste et l’avenir (Der Journalist und die Zukunft): Dargestellt ist ein Journalist, an Armen und Beinen gefesselt, die Augen verbunden, eine Feder unter dem Arm. Die Aufhebung der Zensur am 29. Juli 1881 sollte Gill nicht mehr bei klarem Verstand erleben.
Obwohl durchaus mit politischen Ambitionen versehen, entschied er sich letztlich für das Künstlerleben der Bohème. Dies führte schließlich auch zum Zerwürfnis mit seinem alten Freund, dem Journalisten und Schriftsteller Jules Vallès.

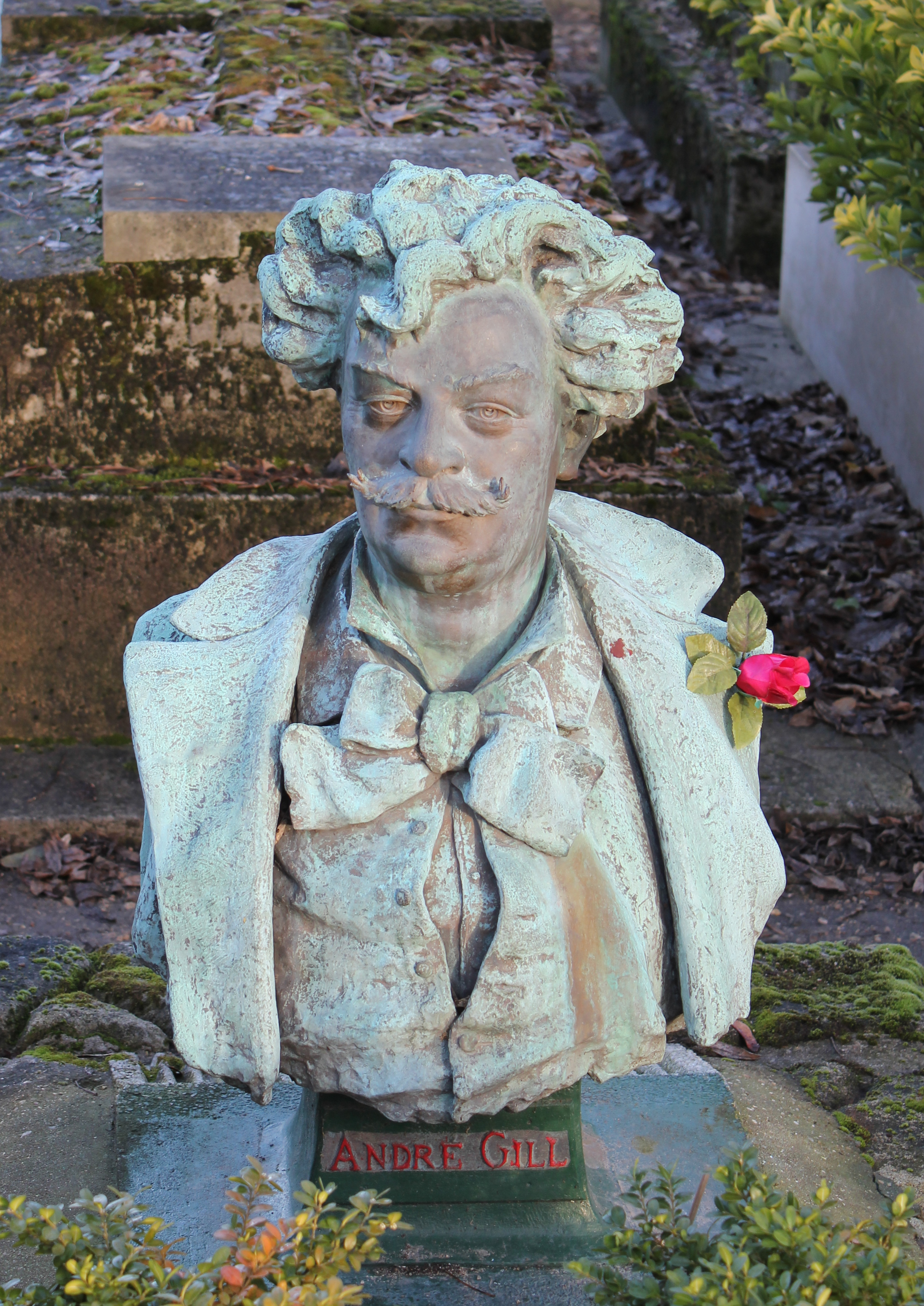
Grab von André Gill

Seine letzte künstlerische Station als Karikaturist war die als Nachfolgerin von L’Eclipse gegründete La Lune rousse, für die Gill zwischen 1876 und 1879 als Chefredakteur arbeitete.
Als Chansonnier verkehrte er im Cabaret des Assassins am Montmartre. Für dieses Kabarett malte er 1875 ein Schild, welches ein etwas angeheitertes Kaninchen zeigt. Das Kabarett nahm schließlich den Namen Au Lapin Agile (das flinke Kaninchen) an, welches ein Wortspiel auf Lapin à Gill (das Kaninchen von Gill) ist.
Bald darauf, 1880, verfiel Gill in Geisteskrankheit. Er starb schließlich 1885 in der psychiatrischen Anstalt Charenton (heute Pariser Vorstadt Saint-Maurice (Val de Marne)). Sein Grab findet man auf dem Friedhof Père-Lachaise in Paris. Eine kleine Sackgasse am Montmartre, Querstraße zur Rue des Martyrs wurde nach Gill benannt, am Ende dieser kleinen Straße kann man eine Büste von ihm besichtigen.